# Zimt

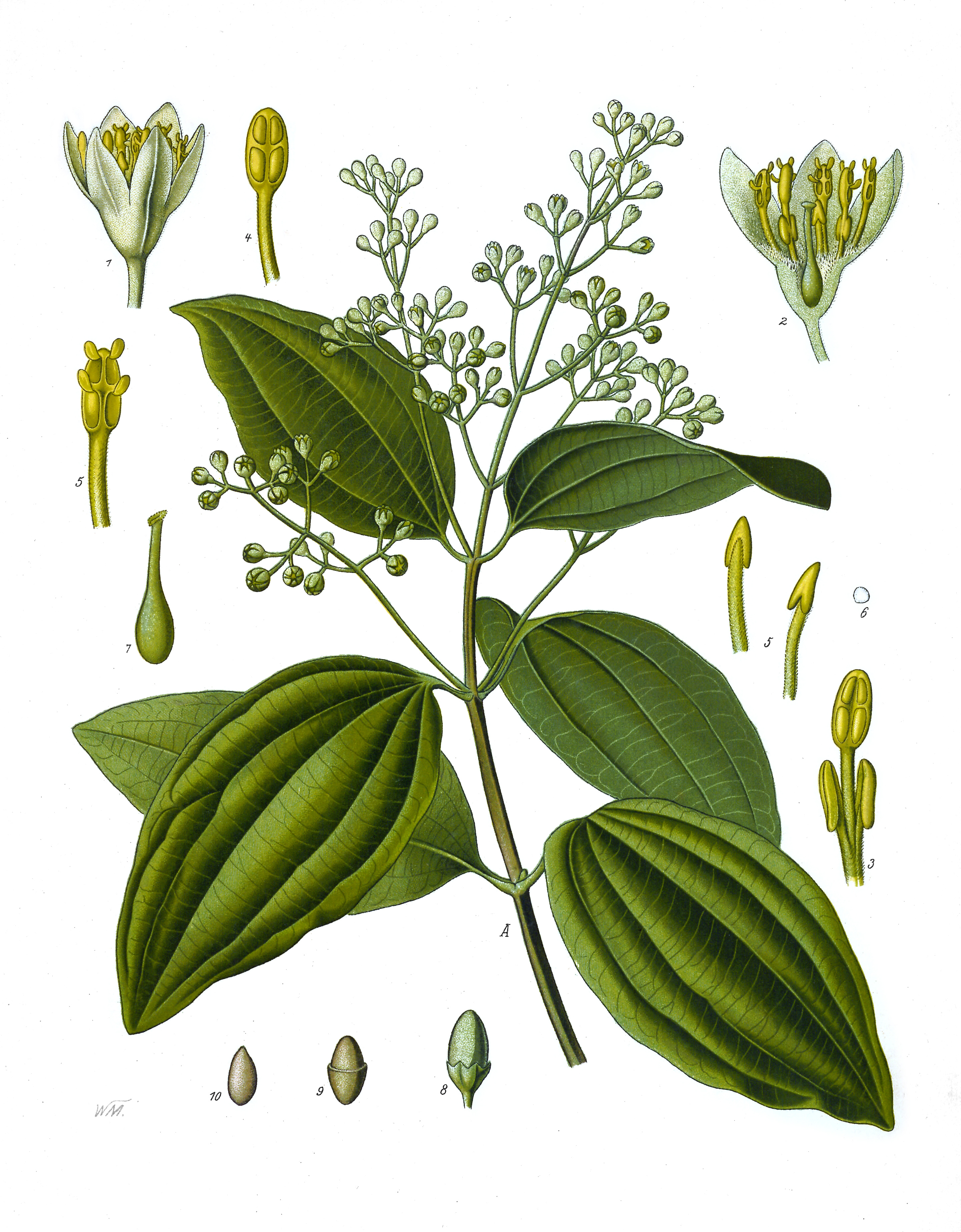
Ceylon-Zimtbaum. A blühender Zweig; 1 Blüte; 2 dieselbe in Längsschnitt; 3 unfruchtbares Staubgefäß von verschiedenen Seiten; 4, 5 fruchtbares Staubgefäß; 6 Pollen; 7 Stempel; 8, 9, 10 Frucht und Same

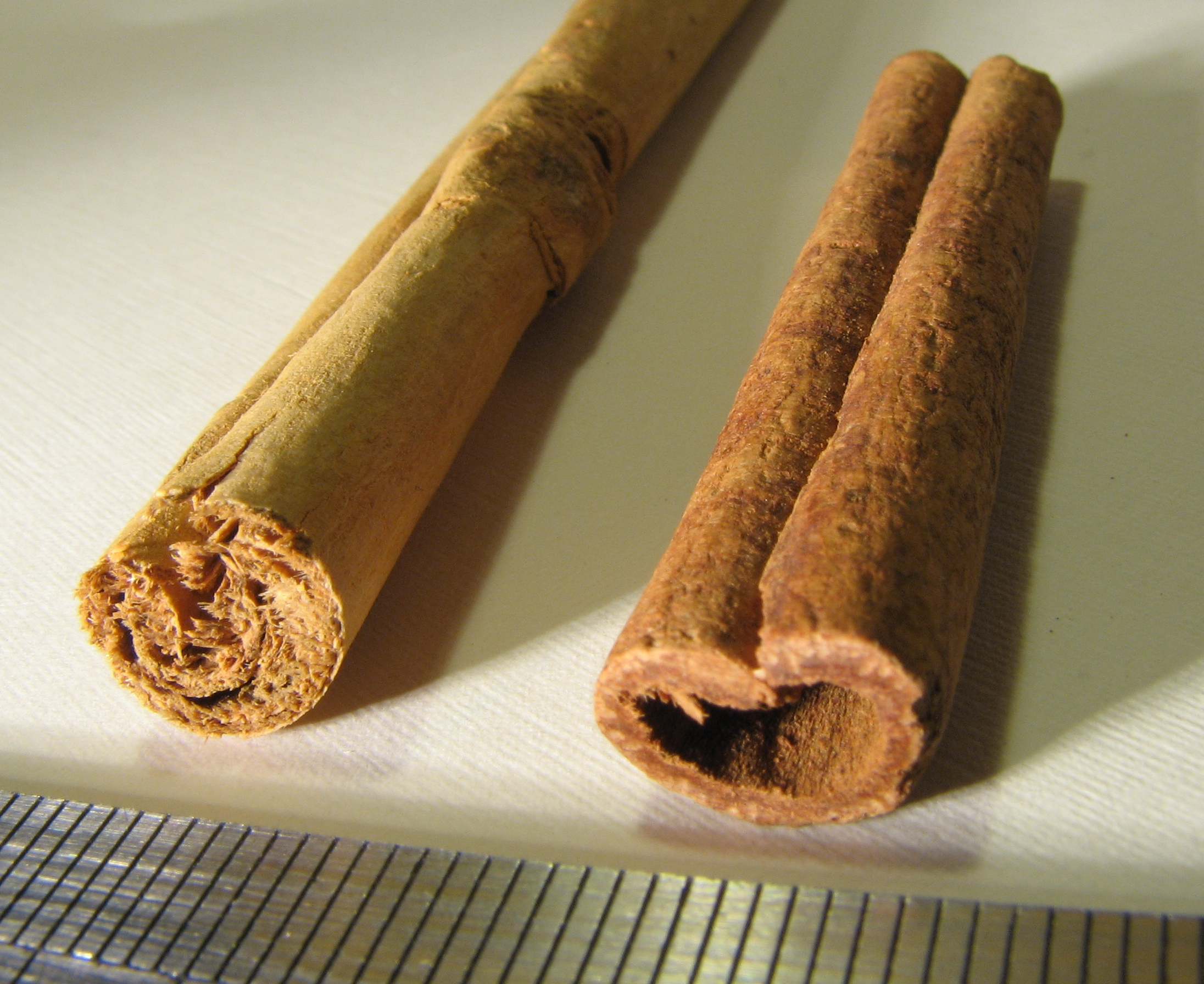
Zimtstange vom Ceylon-Zimtbaum (links) und Indonesischer Zimt (rechts)

Der Zimt, veraltet oder mundartlich auch Zimmet, Echter Zimt (Canehl), ist ein Gewürz aus der getrockneten Rinde des Ceylon-Zimtbaums und verschiedener anderer Zimtbäume der Gattung Cinnamomum.

## Etymologie
Der Name Zimt (auch Zinnamon, älter auch Zimmet – siehe auch bei Ceylon-Zimtbaum) leitet sich über das mittelhochdeutsche zinemīn (auch zimet, zimmat und zinmënt) und das althochdeutsche cinmënt über sinamīn von mittellateinisch cinnamomum (auch Cynamomum und Cinamomum) ab; dies stammt von lateinisch cinnamum, altgriechisch κιννάμωμον kinnámōmon, das sich aus dem Semitischen ableiten lässt.
Manche europäische Sprachen bilden ihre Namen für Zimt von lateinisch canna „Rohr“, genauer genommen vom Diminutiv dieses Wortes, cannella („Röhrchen, Röhrlein“), womit auf die Form der Zimtstangen angespielt wird; z. B. französisch canelle, italienisch cannella, spanisch canela, portugiesisch canela. Auch im Mittelhochdeutschen gibt es das Wort kanêl für Zimtstange, Zimtröhre. So bezeichnet das Wort kaneel im Niederländischen immer noch den Zimt, was auch die estnische Bezeichnung für dieses Gewürz ist – ein Lehnwort, das aus dem Niederdeutsch der Hansekaufleute übernommen wurde. Das lateinische cannella ist ein Diminutiv von canna, entlehnt von griechisch κάννα kanna für Schilf(rohr).

## Geschichte
Zimt ist eines der ältesten Gewürze. Angeblich wurde er schon vor 2000 v. Chr. in China und Indien als solches verwendet. Die Ägypter verwendeten ihn zur Einbalsamierung, als Gewürz und als Räuchermittel. Im antiken Griechenland wurde er ebenfalls schon verwendet, dies wird zum Beispiel von Herodot und Hippokrates bezeugt. Er wurde im römischen Reich schon rege gehandelt, man benutzte ihn zuerst als Medizin, Aphrodisiakum und Räucherwerk, erst später als Gewürz. Der römische Kaiser Nero soll einer Legende zufolge nach dem Tod seiner Frau Poppäa, zu ihren Ehren, große Zimtfeuer in den Straßen Roms entzündet haben. Der Handel wurde nach dem Niedergang des römischen Reiches durch die Araber dominiert. Im Mittelalter war der von Taddeo Alderotti zu den aromata gezählte Zimt in Europa als Heilmittel gegen Gicht und andere Erkrankungen bekannt und wurde auch schon als Gewürz benutzt. Venedig dominierte im 13. und 14. Jahrhundert den Zimthandel in Europa. Danach folgten die Portugiesen, welche zur Absicherung und Förderung des Indienhandels 1505 Ceylon kolonisierten; dies führte im 17. Jahrhundert zum Krieg mit den Holländern im Kampf um die Kontrolle der ostindischen Gebiete. (Siehe auch: Niederländisch-Portugiesischer Krieg.)
Im Europa des 16. bis 18. Jahrhunderts galt Zimt als eines der besonders teuren und kostbaren Gewürze. So verbrannte beispielsweise der Augsburger Kaufmann Anton Fugger 1530 die Schuldscheine Karls V. vor dessen Augen in einem Feuer aus Zimtstangen und demonstrierte damit seinen Reichtum. Auf die Holländer folgten die Engländer (siehe auch: Englisch-Niederländische Seekriege), nach der Übernahme des Handelsmonopols durch die Briten wurde London im 18. Jahrhundert der Hauptumschlagsort für Zimt.

## Nutzung
Quelle war ursprünglich der echte oder Ceylon-Zimtbaum (Cinnamomum verum J. Presl, früher unter anderem auch Cinnamomum zeylanicum) aus Sri Lanka, Burma und Bangladesch; später – und heute mengenmäßig überwiegend – auch die Zimtkassie (Cinnamomum cassia) (Cassiazimt) aus Seres (China) und auch der billige indonesische Zimt (Cinnamomum burmannii) sowie der in Japan und China sehr geschätzte vietnamesische Zimt (Cinnamomum loureiroi). Diese drei Sorten werden auch generell als „Kassia-Zimt“ bezeichnet, wobei dies eigentlich nicht richtig ist.
Seltener wird auch das Indische Lorbeerblatt (Cinnamomum tamala oder Mutterzimt) beigemischt. Es werden auch noch Cinnamomum bejolghota, Cinnamomum culilawan und Cinnamomum philipinense verwendet. Auch verwilderte Sorten von Cinnamomum verum von den Seychellen.
Die „Kassia-Zimtsorten“ sowie andere geringwertige Zimte werden auch als Holzzimt bezeichnet.

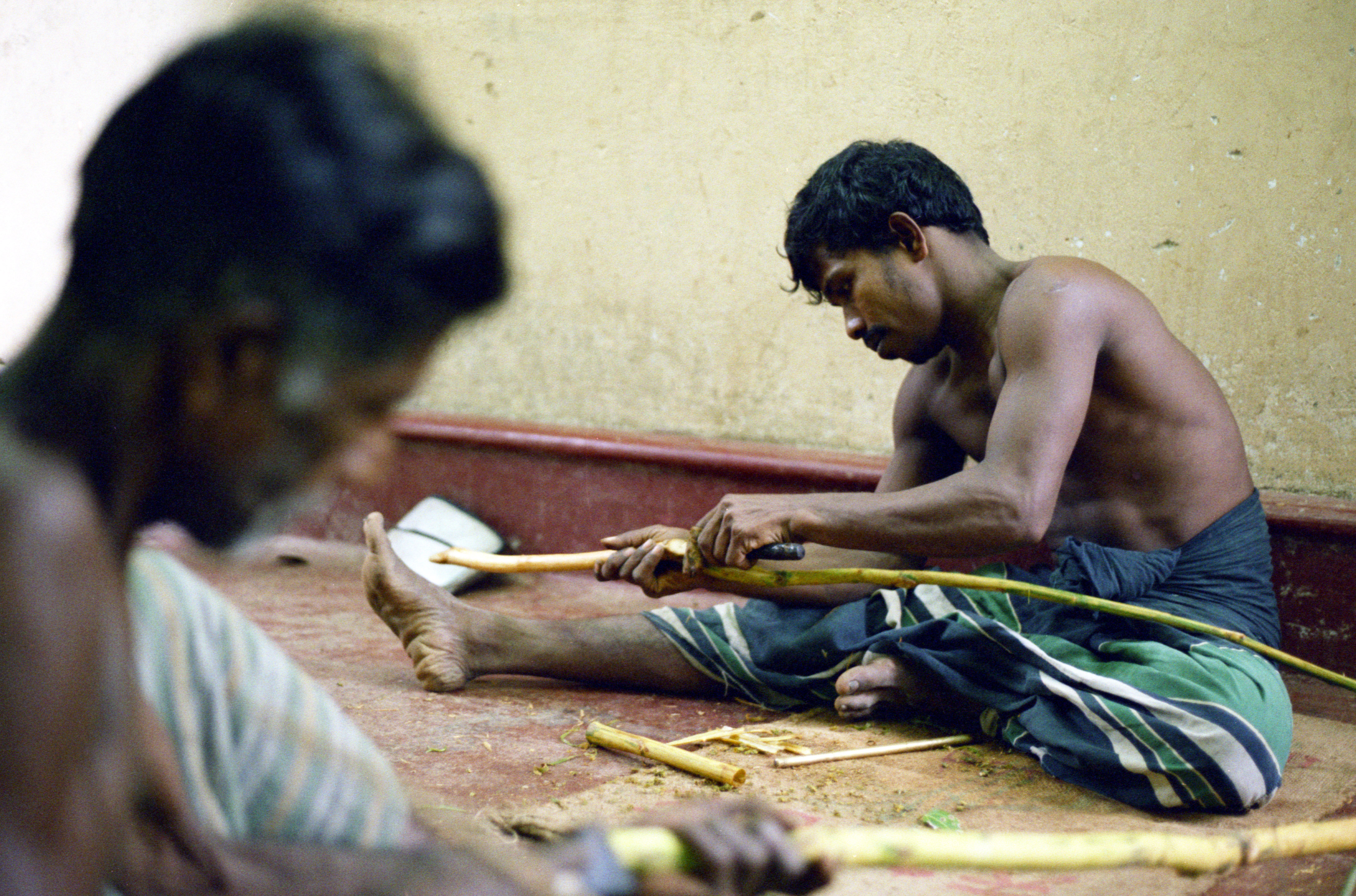
Die Zimtrinde wird von den Zweigen abgeschält, Sri Lanka

Zimt kommt gemahlen als typisch braunes Pulver, ganz als Zimtstange (zusammengerolltes, röhrenförmiges Rindenstück) oder als Zimtblüten in den Handel. Stangenzimt wird auch Kaneel genannt.
Zur Gewinnung von Zimtöl werden kleinere Äste und auch die Blätter verwendet.
Das Aroma des Zimtbaumes geht auf das in ihm enthaltene Zimtöl zurück, das bis zu 75 Prozent aus Zimtaldehyd besteht (im Aromastoffverzeichnis: FL-Nummer 05.014). Weitere wichtige Aromastoffe sind besonders beim Ceylon-Zimt das (auch in Gewürznelken vorkommende) Eugenol (FL-Nummer 04.003) und beim Cassiazimt, sowie insbesondere beim vietnamesischen und indonesischen Zimt auch das nach Waldmeister duftende Cumarin.

### Zimtersatz
Es gibt eine Reihe von Arten, welche einen zimtähnlichen Geschmack aufweisen. Sie wurden als Substitut oder zur Verfälschung verwendet.
Hierzu zählen die Arten Canella winterana (Weißer Zimt, Canella), Drimys winteri (Winter(s)rinde, Winterzimt), Cinnamodendron corticosum (Falsche Winter(s)rinde), sowie Dicypellium caryophyllaceum (Nelkenzimt) und Cryptocarya massoy (Massoirinde). Ferner gibt es noch den Ecuador- oder Amerikanischen Zimt von Ocotea quixos sowie den Amazonas-Zimt von Aniba canelilla.
Auch viele andere Arten werden mit „Zimt“ bezeichnet, meistens bezieht es sich auf die Farbe, aber nicht auf den Geschmack z. B. Zimterlen, Zimt-Rose, Zimtapfel etc.
Zimt findet in vielen Bereichen eine Verwendung:

### Als Gewürz

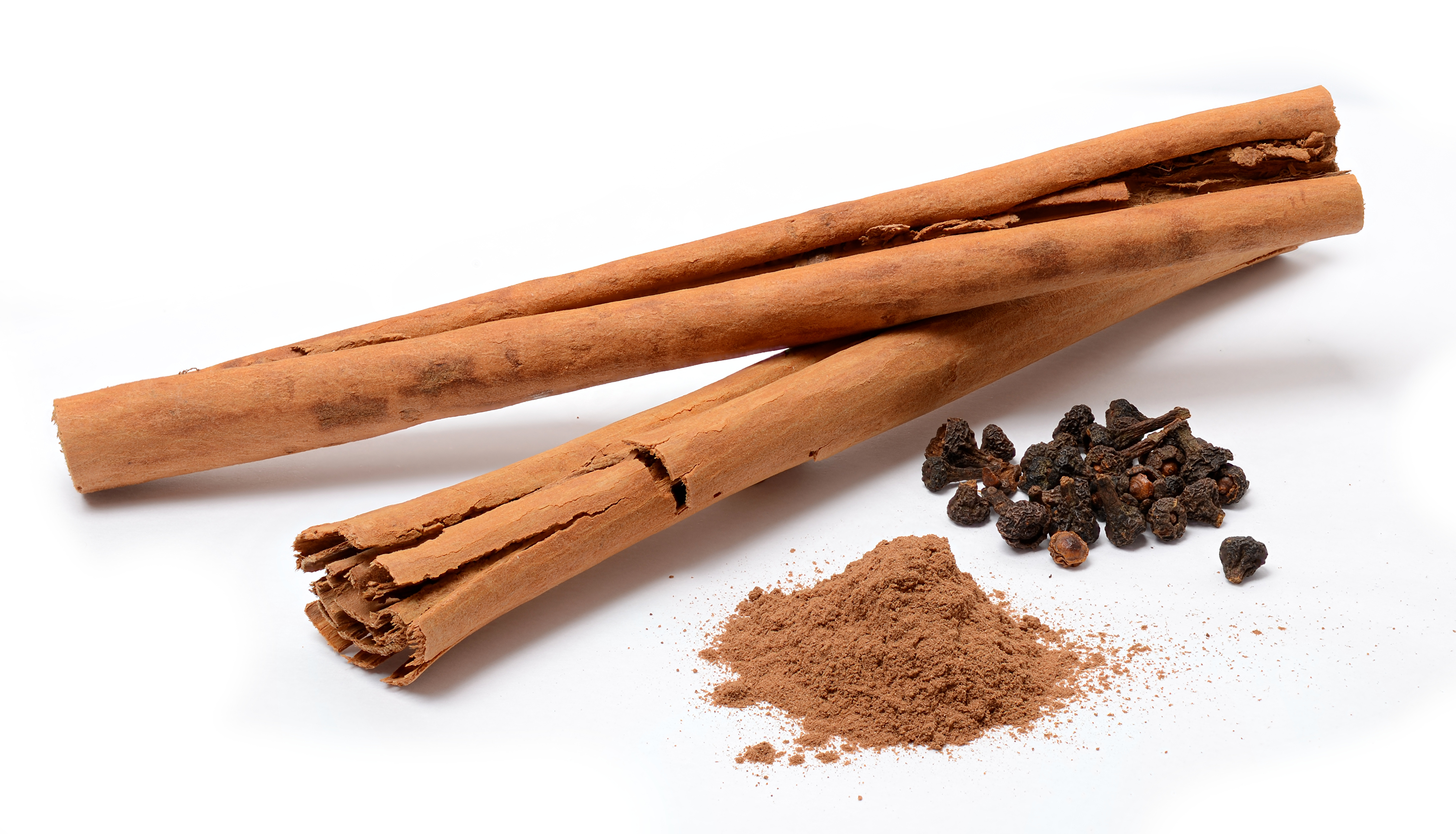
Zimtstangen und -Pulver sowie getrocknete Zimtblüten

Zimt wird häufig zur Aromatisierung von Heißgetränken (Tee) und Spirituosen verwendet, in der indischen und vorderorientalischen Küche auch für Fleischgerichte. Man benutzt einen Teil der Rinde (lateinisch Cinnamomi Cortex, Zimtrinde, früher lateinisch auch Cassia lignea genannt) des Ceylon-Zimtbaums, und zwar deren dünne Bastschicht, die sich röhrenartig zum Stangenzimt (bzw. zur Zimtstange oder Zimtröhre) zusammenrollt, sobald sie vom Holz getrennt wird. Es werden sechs bis zehn Stück der feinsten Innenrinde ineinandergeschoben, und man lässt sie trocknen. Je dünner die Rinde, desto feiner ist das Aroma, das die Stange abgibt. Diese Zimtrollen lassen sich lange verwenden, weil sie ihr Aroma nur langsam verlieren.
Um die Qualität zu bestimmen, gibt es für den Ceylon-Zimt ein eigenes Wertmaß (Einheit: Ekelle). Der beste Zimt wird mit den Nummern (Ekellen) 00000 bewertet, dann sinkt die Qualität bis Ekelle 0, dann weiter über I bis Ekelle V. Vom Zustand der Rollen hängt der Erzeugerpreis maßgeblich ab. Der nach Europa importierte Gewürz-Zimt wird vielerorts als Qualität „Hamburg“ bezeichnet und gilt als schlechteste verfügbare Qualität der Rollen, unterscheidet sich jedoch geschmacklich nicht von den anderen Qualitätsstufen, sobald er gemahlen ist. Für den europäischen Markt wird der Zimt fast immer gemahlen. Er ist in Mitteleuropa vor allem in Verbindung mit Zucker, für Süßspeisen, Gebäck und Glühwein, besonders in der Weihnachtszeit gebräuchlich, seltener für herzhafte oder scharfe Speisen oder Fleischgerichte. Für Kaugummi mit Zimtgeschmack wird der Geschmack künstlich erzeugt.
Auch in Asien wird Zimtpulver zur Herstellung von Gewürzmischungen verwendet. Aus Herstellungsabfällen und Spänen wird zudem das Zimtöl gewonnen, das zum Aromatisieren von Likören sowie als Duftstoff in der Parfümindustrie verwendet wird. Regional werden die Blätter ähnlich wie Lorbeerblätter verwendet.
Der Gewürzhandel unterscheidet hauptsächlich zwischen dem in Sri Lanka heimischen Ceylon-Zimt und dem etwas schärfer würzenden, aus China stammenden Zimt der Zimtkassie (Cassiazimt) sowie dem in den USA und den Niederlanden und in der Industrie häufig verwendeten indonesischen Zimt Cinnamomum burmannii. Bis in die 1960er Jahre war Vietnam die wichtigste Quelle des Cassiazimtes, aufgrund der Auswirkungen des Vietnamkrieges wurde die Zimtproduktion im Hochland von Sumatra (Indonesien) forciert. In der vietnamesischen Küche ist Zimt sehr beliebt in Verbindung mit Fleischgerichten. Heutzutage (2014) sind China, Indonesien und Sri Lanka die Hauptproduzenten.
Echter Zimt besteht aus mehreren feinen Lagen, die zu einer geschlossenen Stange zusammengerollt sind und im Querschnitt einer Zigarre ähneln. Andere Zimtsorten bestehen meist nur aus einer einzelnen, dicken Rindenschicht, die sich an beiden Enden einrollt und daher keine geschlossene Stange ergibt.
Ist der Zimt gemahlen, kann man vermischte Zimtsorten nur sehr schwer unterscheiden. Es werden in der Industrie häufig Zimtsorten gemischt, sei es aus Kostengründen oder um das Aroma und die Backeigenschaften anzupassen. Auch ist echter Zimt nur begrenzt verfügbar.
Zimtpulver kann auch mit verschiedensten Mitteln gestreckt werden, mit Nuss-, Mandel-, Kakaoschalenpulver, Sandelholzmehl, Holz-, Baumrindenmehl, Zimtabfällen (Chips), Ölsamenrückständen, Palmkernmehl, Nelkenstielen, Galgant, Birnenmehl, Eisenocker etc.

### In der Heilkunde
Von der Antike bis in die Frühe Neuzeit galt die Zimtrinde als heilsam unter anderem bei Husten und Schnupfen, als magenstärkend sowie harntreibend, abführend, menstruationsfördernd, aber auch blutstillend, zum Beispiel bei Hämorrhoiden.
Eine mögliche blutzuckersenkende Wirkung von Zimt in frühen Stadien des Diabetes mellitus wird in der modernen Medizin kontrovers diskutiert. In einer ersten Pilotstudie wurde die Wirksamkeit größerer Dosen Zimt (1–6 Gramm) auf Blutzucker- und Blutfettwerte untersucht. Hier konnte eine mögliche Senkung des Nüchternblutzuckers, der Triglyceride, des Gesamt- und des LDL-Cholesterins beobachtet werden. In einer weiteren Studie an 79 Patienten konnte eine Senkung des Blutzuckerspiegels, aber nicht des als „Langzeitblutzuckerspiegel“ geltenden HbA1c-Werts und der Blutfettwerte beobachtet werden. Zimtextrakt erfüllt nach bisherigem Wissensstand die Kriterien eines pflanzlichen Diätetikums zur adjuvanten Therapie bei Diabetes Typ 2, ein Wirksamkeitsnachweis der Anwendung von Zimt bei Diabetes mellitus durch klinische Studien steht aber noch aus. Zimtöl und Zimtrinde weisen eine gute antimikrobielle Aktivität auf. Dies geht vor allem auf die Wirkung des Zimtaldehyds zurück, die Hauptkomponente des im Zimt enthaltenen ätherischen Öls; besonders aktive Komponenten sind aber auch p-Cymol, Linalool und o-Methoxyzimtaldehyd.
Die Deutsche Diabetes-Gesellschaft und die Deutsche Pharmazeutische Gesellschaft sprechen sich gegen die Anwendung von Zimtpräparaten zur Behandlung des Typ-II-Diabetes aus. Weitere Studien beschäftigten sich mit der Frage, ob Zimt das Gedächtnis und die kognitive Funktion positiv beeinflussen kann.

### Als ätherisches Öl

Chemische Struktur von Zimtaldehyd

Man unterscheidet das ätherische Öl aus den Blättern und dem aus der Rinde, das mittels Wasserdampfdestillation gewonnen wird. Das Zimtblätteröl besteht aus ca. 70–85 % Eugenol sowie Zimtaldehyd, (Phenole), Monoterpenen (Linalool), Sesquiterpenen, anderen Aldehyden und Estern. Das Zimtrindenöl besteht zu 55–75 % aus Zimtaldehyd und bis je ca. 10 % aus Eugenol (Phenole), Monoterpenen (Linalool), Sesquiterpenen, Estern und Monoterpenolen. Beide ätherischen Öle sind sehr hautreizend, wobei die Zusammensetzung je nach Herkunft sehr stark schwankt. Es können auch aus anderen Zimtbäumen als dem echten Zimt Öle gewonnen werden; diese können aber eine abweichende Zusammensetzung haben.
Ätherisches Öl aus den Zimtblättern und der Zimtrinde darf in der Schwangerschaft nicht verwendet werden, da es wehenfördernd wirkt. Wenn jedoch die Geburt schwer vorangeht, können durch die Anwendung von Zimt Wehen stimuliert werden. Für Zimtaldehyd konnten im in-vitro Versuch fördernde Effekte auf die Progesteronsynthese nachgewiesen werden.

### Als Räucherwerk
Zimt wurde bereits im Altertum als Räuchermittel verwendet. So war die Rinde beispielsweise eine Zutat des altägyptischen Räucherwerks Kyphi. Sowohl Blüte als auch Rinde setzen bei Verbrennung den typischen, blumig-zimtigen Geruch frei.

## Weltproduktion
2021 betrug die Welternte 226.753 Tonnen. Das Land mit der größten Zimtproduktion der Welt war die Volksrepublik China, die 42,6 % der weltweiten Ernte produzierte. Asien war für etwa 98,2 % der Welternte verantwortlich.
Die vier größten Zimt-Produzenten waren 2021:
| Rang | Produktionsland     | Menge in t |
| ---- | ------------------- | ---------- |
| 1    | Volksrepublik China | 96.554     |
| 2    | Indonesien          | 56.664     |
| 3    | Vietnam             | 45.680     |
| 4    | Sri Lanka           | 23.730     |
|      | Restliche Länder    | 4.125      |

## Analytik
Zur qualitativen und quantitativen Bestimmung einzelner Inhaltsstoffe wird nach angemessener Probenvorbereitung die Kopplung der Gaschromatographie oder HPLC mit der Massenspektrometrie eingesetzt.

## Inhaltsstoffe
Das charakteristische Zimtaroma beruht auf dem Zimtaldehyd, der den Hauptbestandteil aller Zimtöle bildet. Er ist oft begleitet von Eugenol, das dem Ceylon- und Padang-Zimt den würzig brennenden Geschmack verleiht. Eugenol ist der Hauptbestandteil (70–90 %) des ätherischen Öles aus den Blättern von C. ceylanicum.
Alle Zimtrinden enthalten zusätzlich wechselnde Mengen von Schleim (in den Schleimzellen), Stärke und bis zu 1,8 % Zucker, auf dem der leicht süße Geschmack beruht. Weiterhin enthalten sie Gerbstoffe, besonders in der primären Rinde. Der Gerbstoffgehalt ist deshalb am höchsten beim ungeschälten Chinesischen Zimt (2–3 %), bei Ceylon-Zimt liegt er unter 2 %.
Ceylon-Zimt enthält 1–4 % ätherisches Öl mit 65–76 % Zimtaldehyd, 4–10 % Eugenol, sowie geringen Mengen an p-Cymol, Terpenen, Methyl-n-amylketon und fünf Aldehyde: Nonylaldehyd, Hydroxyzimtaldehyd, Cuminaldehyd, Benzaldehyd und Furfural.
Seychellen-Zimtöl (mit nur schwachem Zimtgeruch) unterscheidet sich vor allem durch den geringen Zimtaldehydgehalt (32 %) und das Vorkommen von Campher.
Chinesischer Zimt enthält 1,5–4 % ätherisches Öl das zu 75–90 % aus Zimtaldehyd besteht. Es ist praktisch frei von Eugenol, jedoch in geringer Menge Salicylaldehyd, Methylsalicylaldehyd, Benzaldehyd, Methyl-o-cumaraldehyd, Cumarin, Essigsäurezimtester, Benzoesäure, Zimtsäure sowie höhere Fettsäuren und andere Verbindungen.
Padang-Zimt besitzt die meisten Ölzellen und entsprechend einen besonders hohen Ölgehalt.
Saigon-Zimt, Japanischer Zimt enthält 2–6 % ätherisches Öl, das, wie Ceylon-Zimtöl, viel Zimtaldehyd und etwas Eugenol enthält.
Culilawan-Zimt, Lawang-Zimt enthält 5–9 % ätherisches Öl, das sich von den anderen Zimtölen durch das Fehlen des Zimtaldehyds unterscheidet. Nach verschiedenen Quellen weicht die Zusammensetzung des Öles in den verschiedenen Rindenmustern stark ab. Einige enthalten fast nur Eugenol, andere Eugenol und Safrol in etwa gleichen Mengen oder < 24 % Eugenol mit viel Safrol.
Zusätzlich kommt in einigen Zimtsorten Calciumoxalat (welches in kleinen Nädelchen aus Markstrahl- und Bastparenchym vorkommt), beim Chinesischen Zimt mit 0,05–1,35 %, beim Ceylon-Zimt mit 2,5–6 % vor.

## Gesundheitsrisiken
In Zimt, vor allem in den billigeren Zimtsorten, ist Cumarin enthalten, das in höheren Dosen als gesundheitsschädlich gilt. In Fertigprodukten wird fast ausschließlich dieser aus China, Indonesien oder Vietnam stammende sogenannte Cassiazimt verarbeitet.
Der Cumarin-Anteil der Zimtsorten unterscheidet sich erheblich: Während er beim Cassiazimt bei ca. 0,2–0,3 g pro kg liegt und im indonesischen sowie im vietnamesischen Zimt bis zu 9 g pro kg aufweist, finden sich in der gleichen Menge Ceylon-Zimt nur ca. 0,02 g Cumarin.

Cumarin (chemische Strukturformel)

Cumarin gehört laut gültiger Verordnung (EG) Nr. 1334/2008 (Aromenverordnung) zu den Stoffen, die Lebensmitteln nicht als solche zugesetzt werden dürfen (Anhang III, Teil A der Aromenverordnung), und unterliegt bestimmten Höchstmengen, wenn es von Natur aus in Aromen oder Lebensmittelzutaten mit Aromaeigenschaften vorkommt (Anhang III, Teil B). Die zulässigen Höchstmengen liegen je nach Art des Lebensmittels zwischen 5 mg/kg bei Dessertspeisen und 50 mg/kg bei traditionellen und/oder saisonalen Backwaren, bei denen Zimt in der Kennzeichnung angegeben ist.
Cumarin kann bei Überdosierung und bei empfindlichen Menschen Kopfschmerzen verursachen. Bei starken Überdosierungen können Leberschäden, Leberentzündungen und möglicherweise auch Krebs auftreten, wie in Tierversuchen mit Ratten festgestellt wurde. Deren Übertragbarkeit auf den Menschen ist jedoch ungewiss. Vergleichbare Studien am Menschen wurden nicht durchgeführt.
Bei Lebensmittelproben wurden erstmals im Januar 2006 in Nordrhein-Westfalen Zimtprodukte gefunden, die den Höchstwert des Cumarinanteils (gemäß damals gültiger Aromenverordnung) mehrfach überschritten. Im Juni 2006 warnte auch das Bundesinstitut für Risikobewertung (BfR) in einer Stellungnahme vor dem Verzehr großer Mengen von zimthaltigen Produkten: Schon bei 20 Gramm der höchstbelasteten Zimtsterne täglich – das entspricht etwa drei Stück – über einen längeren Zeitraum werde die maximal tolerierbare Aufnahme bei Kleinkindern erreicht. Eine zweite Stellungnahme des BfR bezieht sich auf Zimtkapseln, die zur Behandlung von Diabetes mellitus Typ II verkauft werden. Weitere Kontrollen wurden im Oktober 2006 vom Verbraucherministerium angekündigt. Hierbei wurden in Rheinland-Pfalz Zimtprodukte entdeckt, die 103 mg Cumarin pro Kilogramm aufwiesen, während der Höchstwert der seinerzeit gültigen deutschen Aromenverordnung ab 1. November 2006 nur 2 mg/kg betrug (vor dem 1. November 2006 67 mg/kg).
Das BfR hat den 2006 veröffentlichten TDI-Wert (tolerable daily intake, tolerierte Tagesdosis) von 0,1 Milligramm pro Kilogramm Körpergewicht pro Tag auf Basis neuer Daten zur Aufnahme und Bioverfügbarkeit von Cumarin im September 2012 bestätigt. Gleichzeitig weist das Amt darauf hin, dass Überschreitungen des TDI-Wertes nur dann möglich sind, wenn täglich große Mengen an zimthaltigen Lebensmitteln verzehrt würden. Bei Kleinkindern mit einem Körpergewicht von 15 kg wäre laut BfR der TDI-Wert bei einem täglichen Verzehr von 6 Zimtsternen oder 100 g Lebkuchen ausgeschöpft.
Auch in anderen Produkten, wie in Frühstücksprodukten, Lebkuchen, Puddings, Glühwein, diversen Teesorten, Gewürzmischungen (z. B. Curry) und in Kosmetika kann Zimt enthalten sein. Daher sollte der persönliche Konsum derartig „belasteter“ Produkte, ggf. unter der Empfehlungen des BfR berücksichtigt werden.
Das BfR wirft der Lebensmittelindustrie vor, aus Kostengründen den billigeren Cassiazimt anstelle des teureren Ceylon-Zimts einzusetzen. Die Lebensmittelindustrie bestreitet jedoch den Vorwurf mit dem Argument, dass Cassiazimt vor allem wegen seines hervorragenden Geschmacks eingesetzt werde. Auch überstehe das typische Zimtaroma den Backprozess besser. Weiterhin sei es schon aus mengenmäßigen Gründen nicht möglich, den Ceylon-Zimt zu verwenden, da dieser dafür zu selten sei.
Im häuslichen Bereich wird empfohlen, Ceylon-Zimt zu verwenden, der in Bioläden, Asia-Shops, Reformhäusern oder Apotheken bezogen werden kann und aufgrund des geringen Cumarin-Gehalts als unbedenklich gilt.